# 蒙蒂雄
蒙蒂雄（法語：Monthuchon，法語發音：[mɔ̃tyʃɔ̃]）是法国芒什省的一个市镇，属于库唐斯区。

## 地理
蒙蒂雄（49°4'56"N, 1°25'19"W）面积7.66 平方千米，位于法国诺曼底大区芒什省，该省份为法国西北部沿海省份，西、北、东北三面环大西洋，东起顺时针与卡爾瓦多斯省、奧恩省、马耶讷省和伊勒-维莱讷省接壤。
与蒙蒂雄接壤的市镇（或旧市镇、城区）包括：拉旺德莱、格拉托、库唐斯、康贝农、圣索沃尔维拉日。

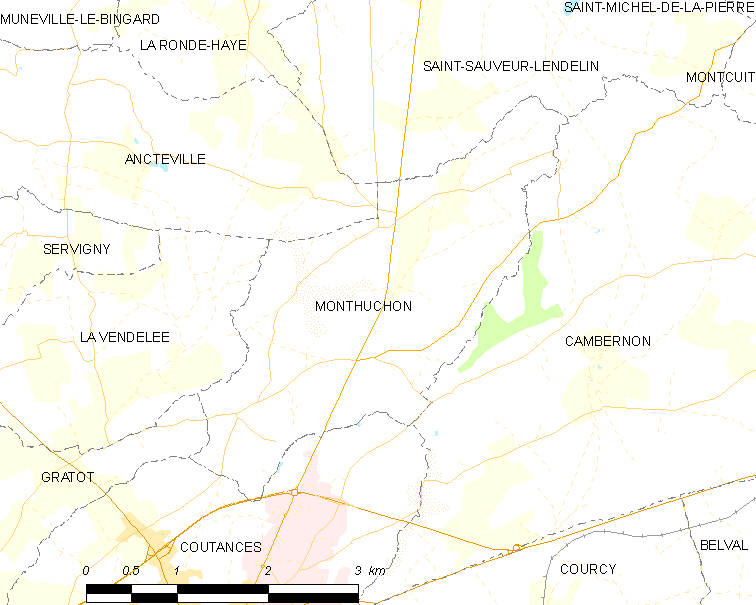
蒙蒂雄的OSM定位图

蒙蒂雄的时区为UTC+01:00、UTC+02:00（夏令时）。

## 行政
蒙蒂雄的邮政编码为50200，INSEE市镇编码为50345。

## 政治
蒙蒂雄所属的省级选区为库唐斯县。

## 人口

1962-2008年间蒙蒂雄人口变化图示

蒙蒂雄于2022年1月1日时的人口数量为702人。